# Deng Zhijian
Deng Zhijian (chinesisch 邓智舰, Pinyin Dèng Zhìjiàn; * 5. März 2002 in Jiangyou) ist ein chinesischer Leichtathlet, der sich auf den Sprint spezialisiert hat.

## Sportliche Laufbahn
Erste internationale Erfahrungen sammelte Deng Zhijian im Jahr 2023, als er bei den World University Games in Chengdu in 10,28 s den achten Platz im 100-Meter-Lauf belegte und mit der chinesischen 4-mal-100-Meter-Staffel in 38,80 s die Goldmedaille gewann. Bei den World Athletics Relays 2024 auf den Bahamas gelangte er mit 38,75 s auf den sechsten Platz und sicherte damit dem Team einen Startplatz bei den Olympischen Sommerspielen in Paris, bei denen er mit 38,06 s im Finale den siebten Platz belegte.
2023 wurde Deng chinesischer Meister in der 4-mal-200-Meter-Staffel.

## Persönliche Bestzeiten
- 100 Meter: 10,24 s (−0,1 m/s), 20. September 2021 in Xi’an
  - 60 Meter (Halle): 6,83 s, 12. März 2021 in Chengdu
- 200 Meter: 21,04 s (−1,0 m/s), 22. April 2022 in Chengdu